# Family Boomerang
Family Boomerang is een achtbaanmodel van stalen shuttle-achtbanen van de Nederlandse achtbaanproducent Vekoma. Het is een rustigere variant op de bekende Boomerang, zonder inversies, met als doelgroep vooral kinderen en gezinnen.

## Verloop
Net zoals bij de Boomerang (en de andere varianten Invertigo en Giant Inverted Boomerang) wordt de trein eerst achterwaarts omhooggetakeld om dan losgelaten te worden en door het station heen te razen. Na een aantal helices, heuveltjes, ... komt de trein tot stilstand op een andere helling om vervolgens achterwaarts hetzelfde parcours opnieuw af te leggen.
Naast het ontbreken van inversies is er nog een ander verschil met een Boomerang en de andere varianten, namelijk dat de trein op de tweede helling niet verder omhoog wordt getakeld dan tot waar hij uit zichzelf rijdt. Bij een Boomerang of Invertigo bevindt zich hier een kettingoptakeling waarop de trein inhaakt, maar bij een Family Boomerang rijdt de trein meteen weer naar beneden. Op de eerste helling wordt bovendien met een wieloptakeling gewerkt en niet met een sleepwagentje.

## Versies
Nog een verschil met de Boomerang, Giant Inverted Boomerang en Invertigo is dat een Family Boomerang niet langer één vaste lay-out heeft. Vekoma biedt twee mogelijke eerder ontworpen lay-outs aan, en sinds 2015 is er ook de mogelijkheid voor een custom baan, oftewel een baan met unieke lay-out die door het park die de baan bestelt wordt gekozen.

### 185m
Parken die van in het begin een Family Boomerang kochten, kochten een baan die later het 185m-model genoemd werd na het ontstaan van andere varianten. deze 185m-variant is 185 meter lang, 20 meter hoog en haalt 60 kilometer per uur. In deze versie staan de twee uiteindes van de baan naast elkaar op dezelfde supportstructuur zoals bij de echte Boomerang en zijn andere varianten en bestaat het parcours louter uit een paar helices die de inversies vervangen. Deze baan heeft ook een compact grondvlak, wat een belangrijke eigenschap is bij de Boomerang en andere varianten.

### Raik (custom)
In 2016 opende in het Duitse Phantasialand de achtbaan Raik, een Family Boomerang met een lichtjes aan het gebied waarin de achtbaan geplaatst moest worden aangepaste lay-out. Ook Raik heeft zoals het 185m-model de twee uiteindes naast elkaar op dezelfde ondersteuningsstructuur, maar de achtbaan moest tussen de spaghetti aan rail van de grote achtbaan Taron passen en kreeg daarom een afwijkende lay-out. Verder zijn de statistieken min of meer hetzelfde, maar op vraag van het park iets hoger dan het standaardmodel: 210 meter lang, 25 meter hoog en een maximale snelheid van 62 kilometer per uur.

### Rebound
In 2016 kwam er een alternatief model op de markt, de Rebound. Belangrijkste verschil hier is dat de twee uiteindes niet naast elkaar op dezelfde ondersteuningsstructuur staan maar elk aan de andere kant van de baan. De Rebound is 200 meter lang, 20 meter hoog en haalt 64,4 kilometer per uur.

### Tweestryd (custom)
In 2018 werd in het Nederlandse Wildlands Adventure Zoo Emmen de dubbele Family Boomerang Tweestryd geopend. Dit zijn eigenlijk twee achtbanen die op dezelfde supportstructuur gebouwd worden en de bedoeling is dat de treinen tegen elkaar racen. De  banen verschillen van een standaardmodel in die zin dat de lifthelling en het uiteinde niet op dezelfde structuur gebouwd zijn. De twee liften van de verschillende banen en de uiteindes van de banen liggen wel samen op dezelfde structuur, daartussen bevinden zich een aantal bochten en heuvels die bij beide banen anders zijn. Tweestryd nam het 'record' van Raik over en is met 20 meter hoog en 218 meter baanlengte (2x) de langste Family Boomerang.